# アイム・フロム・ニュージャージー
「アイム・フロム・ニュージャージー」（I'm From New Jersey, 日本語訳「我、ニュージャージーより来たり」）は、アメリカ合衆国のニュージャージー州において州歌の候補曲とされ続けている楽曲である。作詞・作曲はレッド・マスカラ（ジョセフ・ロッコ・マスカリ）。

## 解説
ニュージャージー州で最初に提案された州歌の候補曲は1939年に州政府が実施した歌詞の公募で入選作となったサミュエル・モンロー作詞の"New Jersey Loyalty Song"であったが、1954年に州議会で「この歌は州歌にふさわしくない」として議案が否決されたため正式な州歌とならなかった。同州においてはこれ以降も、地域間ないし民主党と共和党の党派間の対立が主な原因で州歌の制定は今日まで実現していない。過去にはバージニア州で1940年制定の初代州歌"Carry Me Back to Old Virginny"が「歌詞に人種差別的な表現を含む」として1997年に廃止され、18年にわたり後継の州歌が決まらない「空白」状態であったが2015年3月に2代目の州歌"Our Great Virginia"が制定されたため、ニュージャージー州は再び全米の50州中で唯一かつ今日まで一度も正式な州歌を制定していない州となっている。
1954年に民主党の公認でニュージャージー州知事となったロバート・B・メイナーは各州が相次いで州歌を制定している状況に焦りを感じ、ニュージャージー州に正式な州歌を制定する動きが無いことに落胆していた。フィリップスバーグ高等学校でメイナーの後輩に当たり、知事の熱心な支持者であった化学工場従業員の「レッド・マスカラ」ことジョセフ・ロッコ・マスカリはメイナーの落胆を知って筆を執り、1960年に州歌の候補楽曲として"I'm From New Jersey"を書き上げる。"I'm From New Jersey"を正式な州歌とする議案はメイナーの後継で知事に当選したリチャード・J・ヒューズの在任中である1966年に州議会へ提出され、審議未了で廃案となったが1968年と1971年にも再提出され、1972年にようやく州議会の上下両院を通過した。しかし、1969年の知事選挙でヒューズの引退後に知事復帰を目指して出馬したメイナーを破って当選した共和党公認のウィリアム・T・ケイヒルは州歌制定議案に拒否権を発動し、正式な州歌としての制定はならなかった。
ケイヒルが1974年に知事を退いて民主党公認のブレンダン・バーンが知事に就任すると、マスカラはトレントンの州議会で"I'm From New Jersey"を正式な州歌とするようロビー活動を再開する。1979年には再度、上下両院で議案が可決されるがバーンは「この歌は州民に浸透していない」として前任者のケイヒル同様に拒否権を発動した。翌1980年、5度目の議案が州議会上院で可決される。ところが、下院ではニュージャージー出身のブルース・スプリングスティーンのヒットナンバー"Born to Run"を州歌とする議案が可決され、上下両院の一本化に至らないまま2曲とも廃案となった。このため“Born to Run”は「非公式な若人のロック州歌」を称している。
マスカラは80歳を過ぎてもなお精力的にトレントンの州議会で"I'm From New Jersey"の州歌制定を求めて活動を続けていたが、2007年にはスプリングスティーンと同様にニュージャージー出身のボン・ジョヴィ"Who Says You Can't Go Home"を推す動きなどもあり、今日まで"I'm From New Jersey"を初めとするいかなる楽曲も正式な州歌としての地位を得るに至っていない。その間、2014年までに州内の24自治体で"I'm From New Jersey"を州歌に推薦する趣旨の決議が採択されている。2014年秋には"I'm From New Jersey"を含む5曲の候補楽曲で議案の一本化を経て審議が継続されていたが、マスカラは55年に及ぶロビイストとしての活動の成果を見届けられないまま2015年6月20日に脳卒中のため92歳で亡くなった。

### 歌唱
創唱は1946年から1966年まで活動していた4人組コーラス・グループのコードブレンダーズ（The Chordblenders）が行っていた。1991年にジョン・ゴーカのアルバム『Jack's Crows』に収録された"I'm From New Jersey"は同名異曲である。

## 映画
2014年5月、当時91歳であったマスカラのロビイストとしての半生を題材にしたドキュメンタリー映画『I'm From New Jersey The Movie』作成プロジェクトがKickstarterのクラウドファンディングで開始された。監督はダニエル・グッドマンで、2016年の公開を目指して製作が進められている。